# 71556 Пейдж
71556 Пейдж (71556 Page) — астероїд головного поясу, відкритий 27 лютого 2000 року.
Названий на честь Гері Пейджа (* 1947) — фізика і астрофізика з Університету Джорджа Мейсона, Фейрфакс, штат Вірджинія, який досліджує наявність і ефекти небаріонної матерії в Сонячній системі.
Тіссеранів параметр щодо Юпітера — 3,213.